# Genitorturers
Genitorturers es un grupo de metal industrial originario del sur de Florida, Estados Unidos, con influencias del hardcore punk de los años 90 y de la música electrónica. Se autoproclaman El Grupo de Rock Más Sexy del Mundo.
El grupo fue fundado en los años 90 en Orlando, Florida, por su actual vocalista, Gen, mientras estudiaba medicina. Fueron ganando fama primero en Florida, años después a lo largo de los Estados Unidos y más tarde mundialmente. En sus comienzos se codeaban con grupos semejantes por aquel entonces del sur de Florida, tales como Marilyn Manson.
En 2003 Miles Coperland, dueño de la compañía discográfica IRS Records, envió a su ayudante a ver un concierto del grupo, el cual se interesó por ellos y gracias a ello muy poco tiempo después IRS Records les ofreció un contrato. Grabaron su primer disco, 120 Days Of Genitorture, y tras grabarlo el vocalista y bajista de Morbid Angel, David Vincent, en la actualidad esposo de Gen, se unió al grupo como bajista bajo el nombre Evil D.
Los Genitorturers son célebres por el extremado contenido sexual y pornográfico de sus letras, que tiene enormes tintes fetichistas y sadomasoquistas, además de por sus conciertos, en los que realizan espectáculos de alto contenido erótico, sadomasiquista y fetichista que incluye invitados y actores de escenario que no son parte del grupo pero que trabajan con el habitualmente en sus actuaciones en vivo. Además los Genitorturers han aparecido en varias ocasiones en revistas pornográficas como Hustler y en Playboy TV.
El grupo ha realizado varias giras por Estados Unidos, Japón y Europa y parte de su espectáculo en vivo puede ser visto en su DVD Society Of Genitorture.

## Miembros del grupo
- Gen: vocalista
- Eric Griffin: guitarrista
- Abbey Nex: bajista
- Kriz Dk: batería

## Discografía
- 1993: 120 Days Of Genitorture (CD)
- 1998: Sin City (CD)
- 2000: Machine Love (CD)
- 2003: Flesh Is The Law (EP)
- 2009: Blackheart Revolution (CD)